# The Perfect American

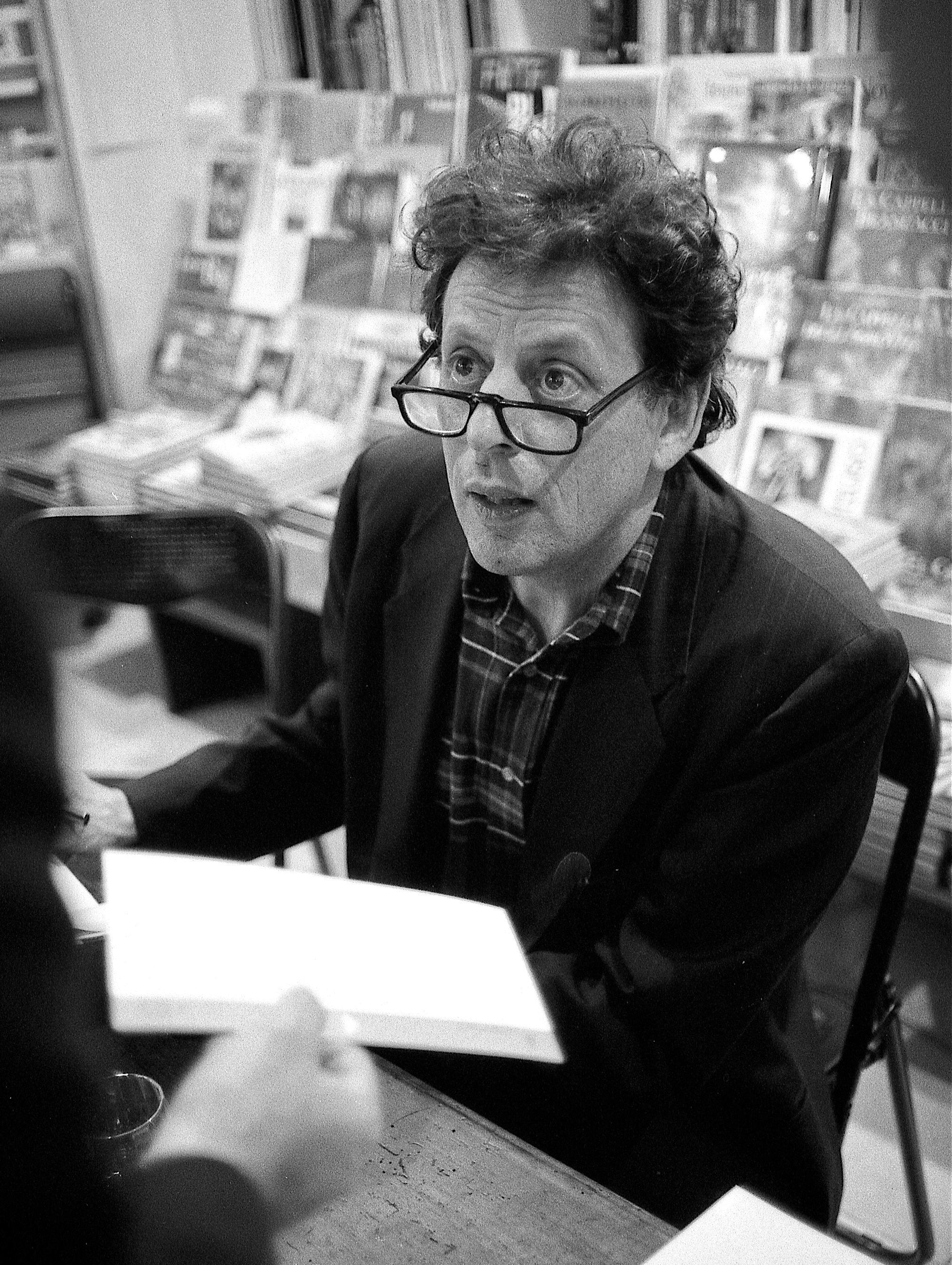
Philip Glass

The Perfect American är en opera i två akter komponerad 2011–2012 av Philip Glass. Den bygger på Peter Stephan Jungks roman Der König von Amerika, ett skönlitterärt verk som framställer Walt Disney i hans senare år som en makthungrig rasist. Operan var en beställning av Teatro Real i Madrid i samarbete med English National Opera i London.
Operan hade premiär den 22 januari 2013 på Teatro Real den 22 januari 2013 med Dennis Russell Davies som dirigent och i regi av Phelim McDermott. Den första engelska uppsättningen ägde rum den 1 juni 2013 på London Coliseum, under musikalisk ledning av Gareth Jones.
Jones och McDermott regisserade den tredje uppsättningen i Australien för Opera Queensland på Brisbane Festival med start den 15 september 2014. Christopher Purves, barytonsångaren som sjöng rollen som Walt, och Marie McLaughlin som spelade rollen som Walts hustru deltog också i en televiserad pratshow om operan tillsammans med McDermott.
Premiären i Madrid sändes live på medici.tv och spelades in för en kommande DVD.

## Historia
The Perfect American var en beställning av New York City Opera i september 2008. 
Projektet föreslogs av Gerard Mortier, som gav etr exemplar av Jungks roman till Philip Glass. Mortier såg romanen som ett perfekt ramverk för en kommande produktion.

## Libretto
Rudy Wurlitzers libretto bygger på den kontroversiella biografin Der König von Amerika skriven av Peter Stephan Jungk. (När Jungk var liten besöktes hans föräldrar ofta av deras vän läkaren Heinz Haber, som på den tiden arbetade för Disney som vetenskaplig konsult.) Romanen berättar om Walt Disneys tre sista månader i livet återberättade av den uppdiktade tecknaren Wilhelm Dantine, som - innan han avskedades - hade arbetat för Disney mellan åren 1940 och 1950. Skaparen av Musse Pigg framställs som något av en rasist med storhetsvansinne, kvinnohatare (endast män tilläts teckna, kvinnorna fick bara färglägga), antisemit och nazisympatisör, samt för att ha namngett tre av sina anställda inför House Un-American Activities Committee. (Disney, i operan spelad av Christopher Purves, kommenterar Marschen till Washington för arbete och frihet i augusti 1963 med orden: "Where leads all this freedom, negroes walking to Washington, the misfits who fornicate like rabbits?".)
Glass beskriver de sista åren i Walt Disneys liv som "overkligt, alarmerande och verkligen skrämmande", men ger honom rätten att ha egna idéer därför att han tror att de är en produkt av den tid i vilken han levde i. Han ser honom som "ett barn av sin tid med väldigt konservativa idéer, men en stor visionär", "en människa i vanlig och ovanlig tidsperiod", "en modernistisk ikon, en man kapabel att bygga broar mellan högkultur och populärkultur". Samt att "Disney alltid var medveten om vanligt folks attityder och tillät massorna att närma sig högkulturen genom att introducera musik av Tjajkovskij och andra i sina filmer".
För Glass är operan "inte ett dokumentärporträtt" utan en "poetisk och tragisk resa" genom de sista månaderna hos en artist som "mötte samma tvivel som vi andra". Därför skapade han verket såsom en dikt av medelamerikanen och en spegling av döden.

## Personer
| Roller             | Stämma     | Premiärbesättning den 22 januari 2013 |
| ------------------ | ---------- | ------------------------------------- |
| Walt Disney        | baryton    | Christopher Purves                    |
| Roy Disney         | basbaryton | David Pittsinger                      |
| Wilhelm Dantine    | tenor      | Donald Kaasch                         |
| Hazel George       | sopran     | Janis Kelly                           |
| Lillian Disney     | sopran     | Marie McLaughlin                      |
| Sharon Mae Disney  | sopran     | Sarah Tynan                           |
| Diane Marie Disney | sopran     | Nazan Friket                          |
| Lucy/Josh          | sopran     | Rosie Lomas                           |
| Chuck/En doktor    | tenor      | Juan Noval                            |
| En sköterska       | sopran     | Noelia Buñuel                         |
| En sekreterare     | sopran     | Beatriz de Gàlvez                     |
| Andy Warhol        | tenor      | John Easterlin                        |
| Abraham Lincoln    | bas        | Zachary James                         |

## Handling
Scener från Walt Disneys sista tid i livet. Handlingen rör sig från Disneys hemstad Marceline Missouri till hans drömfabrik i Los Angeles. Disney skräms av sin egen dödlighet, allt mot bakgrunden av hans fantasirika skapelse.

### Akt 1
Prolog
Walt Disney ligger i sin sjukhusbädd och drömmer otäcka drömmar om en uggla. Drömmen förvandlas snabbt till en mardröm: "No! No! Go away! I drift without knowing what is real and what is not". Drömmen är delvis ett gammalt minne. Som barn dödade Disney en uggla med sina egna händer då han trodde att fågeln representerade ett dåligt omen. Walt önskar återvända till sin hemstad " ... Where dreams come true.
Scen 1
Walt och hans broder Roy minns glädje och enkelhet i sin ungdoms Marceline, en liten stad i mellanvästern där de växte upp. I deras fantasi var Marceline "the soul of America where every day was magical." Invånarna i Marceline välkomnar Walt som en gud. Walt är närvarande vid invigningen av ett allmänt badhus där Dantine Wilhelm gör ett framträdande.
Scen 2
Walt är allvarligt sjuk och tänker bitter på sin död: "We all have the same problem. We will all die." Sjuksystern Hazel, hans "Snövit", tröstar honom. Walt fylls av fasa: "I'm afraid that my empire is collapsing when I am no more." Han ber systern förvissa honom om att han ska bli nedfrusen när han dör: "Put me in the mirror or congèle me in liquid nitrogen." Han hoppas besegra döden för att bli en messias för dem som fruktar den. Hans hustru Lilian, brodern Roy och hans döttrar Diane och Sharon besöker honom. Walt ber dem att svära på den amerikanska flaggan att aldrig yttra ordet "dö".
Scen 3
Några år tidigare, i studion i Burbank, minns hans sina framgångar med brodern Roy: "From Japan to Mongolia, Nepal, Portugal, Greenland, Peru, billions of people know who Walt Disney is. But we must do better, we must do more ... ". Båda förbereder de Disneyland och förnekar modernitetens fula närvaro. Walt jämför sig med Thomas Edison och Henry Ford. Han skryter att han är den som kommer få Ronald Reagan vald till president och han tror att han kommer bli lika berömd som Jultomten, Moses, Zeus och Jesus. Dantine konfronterar Walt för att ha blivit orättvist avskedad.
Scen 4
Lilian har goda nyheter för Walt. Hans tillstånd har stabiliserats. I hemmet i Holmby Hills har hans familj anordnat en överraskningsfest för hans 65-årsdag. Grannen Lucy och en märklig flicka anländer iförda ugglemasker. Lucy verkar inte veta vem Walt är eller hans berömda figurer. Hon vägrar gå och Walt kastar ut henne. Han tror att hon är den uggla som han dödade som barn.
Scen 5
Sent på natten i Anaheim försöker Walt bygga en animatronisk Abraham Lincoln men det lyckas inte. Medan han försöker laga maskinen övertalar han sig att han och Lincoln båda tillhör samma klass som andra amerikanska ikoner: "Despite all the obstacles, we've made something of ourselves. We changed the world "We are folk heroes ..." Han inser dock att han inte delar samma övertygelse som sin barndoms idoler: "You have been a proponent of black race. That's a big difference between us." "I revere you, Mr. President, but our views do not coincide anymore." Den animatroniska Lincoln stammar när han framför sitt berömda frihetstal. Walt vaggar maskinen i armarna och förkunnar USA:s makt.

### Akt 2
Andy Warhol 1977
Scen 1
Andy Warhol frågar Roy om han får inkludera Walt i en serie av målade porträtt av amerikanska superstjärnor. Roy vill inte ge sitt tillstånd men berättar för Warhol att han ska nämna förslaget för Walt. Warhol förklarar sin kärlek till Disney: "Tell Walt I love it and I love his work. Tell him that we are one and the same."
Scen 2
Kören sjunger: "Driving fast or slow to LA where everything is possible and everything is doable. Where the world is a playground and where dreams come true." och reciterar namnen på städer som skiljer Missouri från LA. En familj promenerar in i trädgården och ser Walt på ett miniatyrtåg. Tåget spårar ur när Dantine kommer in.
Scen 3
Walt minns att Dantine avskedades för att han försökte organisera en fackförening och ge uttryck för sina "idiotiska vänsteråsikter": "I fired him because his leftist and unpatriotic comments insult all that Disney represents"; Walt drömmer om en maskin som skulle kunna ersätta alla hans anställda. Dantine ber att få bli kompenserad. Kören sjunger om Walts magiska krafter och att han inte kan göra fel. Dantine anklagar Walt för stöld.
Scen 4
Walt möter Josh, en granne på sjukhuset. Josh är överväldigad över att ha Walt som rumskamrat. Doktorn meddelar Walts diagnos till Liliane och hennes familj. Walt har en långt framskriden lungcancer. Han rekommenderar att en lunga opereras bort vilket ska ge honom, i bästa fall, två år att leva.
Scen 5
Josh ber honom berätta hur han skapade och ritade sina figurer. Walt svarar att han är en stor sagoberättare som motiverar och inspirerar sina anställda: "I have not done everything, but without me there would be no movies." Josh ser Walt som en gud: "I realized, Walt: you are like God." Walt nickar tankfullt, "Well, in a way." A happy god? "Sometimes" svarar han.
Scen 6
Walt dör. Kören och familjen Disney minns Marceline och hans idealistiska oskuldsfullhet medan Walts ande tittar på. Lucy uppenbarar sig som en uggla och flyger iväg med Walt.
Epilog
Dantine, smutsig och klädd i trasor, möter begravningsentreprenören vid begravningen. Han berättar att Walt önskade bli kremerad och inte nedfryst. Kören sjunger om den mirakulösa andan i Disneylands dröm: säg aldrig "dö".